# Sauce aigre-douce
La sauce aigre-douce ou sauce à l'aigre-douce est une sauce à la tomate, qui peut accompagner généralement tous les types de plats salés. Il en existe plusieurs variantes.

## L'aigre-doux en France métropolitaine
Si l'on rencontre nombre de plats dits « créoles » ou « asiatiques » à la sauce aigre-douce, il en existe aussi certains en France métropolitaine.

En France, en effet, le simple fait d'associer salé et sucré peut obtenir la dénomination d'aigre-doux. Il en est ainsi du canard à l'orange, du lapin au cidre picard et des mourgates (calamars bretons) sauce aigre-douce, ou encore du boudin noir, grillé et accompagné d'ananas ou de pommes. À noter que la tomate n'entre dans aucune des recettes sus-citées.

## Tradition créole
D'autres plats sont issus d'une longue tradition d'immigration, créole ou étrangère, dans une région donnée. Ainsi en va t-il de la « taupe coco-curry », dans le sud de la France, qui associe la chair de requin-taupe à une sauce au lait de coco et au curry, issue des Mascareignes et des Comores.